# Экушар-Лебрен, Понс Дени
Понс Дени Экушар-Лебрен (прозванный Лебрен-Пиндар; 1729—1807) — французский поэт.
В своё время пользовался преувеличенной славой, а после смерти был незаслуженно забыт; у него есть выдержанность формы и мастерство стиха; более всего ему удавались оды.
Сочинения Лебрена изданы в 1811 г. В 1821 г. вышли его «Oeuvres choisies», со статьей Депрэ и Кампенона.